# Ornö kyrka
Ornö kyrka är en kyrkobyggnad som tillhör Dalarö-Ornö-Utö församling i Stockholms stift. Kyrkan ligger på Ornö i Stockholms skärgård.

## Kyrkobyggnaden
Den första kyrkobyggnaden var ett kapell som uppfördes vid slutet av 1300-talet. År 1652 ersattes kapellet av en större kyrka byggd av liggtimmer med spåntak. Troligen låg Claes Stiernsköld bakom det nya kapellet. Han hade köpt Sundby säteri på 1640-talet och verkade för att förvandla Ornö till moderkyrka i ett särskilt skärgårdspastorat, såsom planerna varit 1607. År 1674 gjorde han ett misslyckat försök i den riktningen. Kyrkan skonades vid rysshärjningarna 1719, men brann ned till grunden 1881.
År 1771 lät Johan Rosir uppföra ett gravkor i tegel på den dåvarande kyrkogården, som ännu står kvar.
Den nuvarande träkyrkan från 1886 är en kopia av Gillhovs kyrka i Jämtland och arkitekten var Ludvig Hawerman. Kyrkan består av ett långhus med rakt kor i öster och en vidbyggd sakristia öster om koret. Vid långhusets västra sida finns kyrktorn med ingång och vapenhus i bottenvåningen. Ytterväggarna är täckta med vitmålad träpanel. Yttertaket över långhuset och koret är täckt med sinuskorrugerad plåt. Torntaket och taket över sakristian är täckt med svartmålad falsad plåt.

## Kyrkklockor
Klockorna satt tidigare i en klockstapel på berget ovanför nuvarande klockargården. Storklockan är gjuten 1755 av Gerhard Meyer i Stockholm och har inskriften: "KOM KJERA MENIGHET; THU KALLAS AF MITT LJUD; BETÄNK DIN DÖDLIGHET OCH FRUKTA RÄTT DIN GUD". Lillklockan blev omgjuten 1859 av Anders Bäckman i Stockholm och saknar inskrifter.

## Kyrksilver
Nattvardskalken med patén skänktes till kyrkan 1728 av Evert Didrik Taube. Efterträdaren till Sundby, Johan Rosir och hans döttrar Ulrika och Maria Elisabeth har skänkt övrigt nattvardssilver och två par silversljusstakar. Maria Elisbeth skänkte 1806 oblatsasken och 1821 skänkte Ulrika nattvardskannan till minne av sin syster. Kyrksilvret klarade branden 1881, men ett par silverljusstakar stals 1844.

## Inventarier
- Predikstolen är samtida med nuvarande kyrka och består av en åttakantig korg som vilar på en åttakantig pelare. Ovanför predikstolen hänger ett ljudtak med förgylld kant.
- Dopfunten av marmorerat trä är tillverkad 1931 av Gunnar Söderman. Han har även skapat altartavlan som skänktes till kyrkan 1930. Tavlans motiv är "Jesus stillar stormen".

### Orgel
- Orgeln på läktaren med nio stämmor är tillverkad 1962 av Rolf Larsson i Uppsala. Orgeln är mekanisk och har ett tonomfång på 56/30.

| Manual I      | Manual II      | Pedal      | Koppel |
| Rörflöjt 8'   | Gedackt 8´     | Subbas 16´ | I/P    |
| Principal 4'  | Koppelflöjt 4' |            | II/P   |
| Waldflöjt 2'  | principal 2'   |            | II/I   |
| Mixtur 2 chor | Nasat 1 1/3'   |            |        |

### Webbkällor
- Ornö kyrka, Stockholm 2008, © Stockholms stift, Text: Kersti Lilja, Foto: Mattias Ek
- Dalarö-Ornö-Utö församling
- anläggningspresentation
- byggnadspresentation